# My family (TVB)
My family of 甜孫爺爺 is een 20 afleveringentellende Hongkongse serie van TVB. De serie is in 2004 gemaakt. Ha Yu kreeg in 2005 de prijs voor beste serieacteur voor zijn rol als Man Chiu-Kit. Alex Fong Lik-Sun speelt hier voor het eerst mee in een TVB-serie.

## Casting
- Chung King Fai als Man Tai-Loi 文泰來
- Ha Yu als Man Chiu-Kit 文超傑
- Hawick Lau als Freeman Man Yat-Long 文逸朗
- Alex Fong Lik-Sun als Ray Man Yat-Hei 文逸晞
- Shirley Yeung als Miki/Mo Si-Ting 毛思婷
- Belinda Hamnett als Akubi
- Sam Chan als Man Yat-Ching 文逸清
- Rebecca Chan als 王美仙
- Angela Tong als ???
- Jacky Wong als Chan Kin-Kwok 陳建國
- Apple Ha Ping als oma Mo 毛婆
- Fanny Ip Hoi-Yan als Annie, de vriendin van Freeman

## Verhaal
Een met pensioen gegaande man, Man Tai-Loi (Chung King Fai) ziet dat de familie het belangrijkste is in het leven en ziet zichzelf als grote baas van de familie die alles strak in zijn handen moet houden. De zoon van hem, Man Chiu-Kit (Ha Yu) krijgt de leiding over de familie als hij de ziekte van Parkinson krijgt.
De familierelaties worden slechter als Freeman uit huis verhuist en ruzie krijgt met Ray om het meisje Miki.